# Peter A. Strittmatter
Peter Albert Strittmatter (* 12. September 1939 in Bexleyheath, England) ist ein britischer Astronom.
Strittmatter studierte an der Universität Cambridge mit dem Bachelor-Abschluss 1961, dem Master-Abschluss 1963 und der Promotion in angewandter Mathematik 1967. Dabei hatte er 1966/67 eine Research Fellowship am Peterhouse College und war von 1967 bis 1968 am Institut für Theoretische Astronomie. 1969 war er am Mount Stromlo und Siding Spring Observatory und 1970/71 war er an der University of California, San Diego. 1971 wurde er Associate Professor und 1973 Professor an der University of Arizona und an dessen Stewart Observatory, dessen Direktor er ab 1975 war. Ab 1980 war er Mitglied am Max-Planck-Institut für Radioastronomie in Bonn (adjungiertes wissenschaftliches Mitglied) und 1994 wurde er Regents Professor an der University of Arizona.
Er befasst sich sowohl mit theoretischer Astrophysik (unter anderem Akkretionsscheiben supermassiver Schwarzer Löcher in aktiven Galaxienkernen) als auch mit beobachtender Astronomie (vor allem Radioastronomie wie die Beobachtung des Schwarzen Lochs in unserer Galaxie) und Instrumenten, wie dem Large Binocular Telescope (LBT), Large Synoptic Survey Telescope (LSST) und Giant Magellan Telescope (GMT) und am Stewart Observatory Mirror Lab.

## Auszeichnungen und Ehrungen
- 1974 war er Sloan Research Fellow.
- 1979 erhielt er den Humboldt-Forschungspreis
- 1998 erhielt er die Karl-Schwarzschild-Medaille.
- 2007 wurde der Asteroid (99070) Strittmatter nach ihm benannt.[2]

Er ist Mitglied der American Academy of Arts and Sciences und Fellow der Royal Astronomical Society.